# Dsmitryj Assanau
Dsmitryj Sjarhejewitsch Assanau (belarussisch Дзмітрый Сяргеевіч Асанаў; englisch Dzmitry Asanau; * 18. Mai 1996 in Maladsetschna) ist ein belarussischer Boxer im Leichtgewicht. Als Amateur war er Teilnehmer der Olympischen Spiele 2016 und 2020.

## Amateurkarriere
Assanau gewann 2012 Gold bei der Junioren-Europameisterschaft in Sofia und 2014 Silber bei der Jugend-Europameisterschaft in Zagreb.
Bei seinen ersten Erwachsenenbewerben, den Europaspielen 2015 in Baku, gewann er als 19-Jähriger nach einer knappen 1:2-Niederlage im Finale gegen Bachtowar Nasirow erneut eine Silbermedaille im Bantamgewicht. Bei der anschließenden Weltmeisterschaft 2015 in Doha gewann er nach einer Halbfinalniederlage gegen Michael Conlan eine Bronzemedaille im Bantamgewicht, wobei er in einem der vorherigen Kämpfe gegen Andy Gómez gewonnen hatte. Mit einem anschließenden Sieg gegen den zweiten WM-Bronzemedaillengewinner Shiva Thapa qualifizierte er sich zudem für die Olympischen Spiele 2016 in Rio de Janeiro, wo er im Achtelfinale mit 1:2 gegen Erdenebatyn Tsendbaatar ausschied.
Nachdem er bei der Europameisterschaft 2017 in Charkiw im Achtelfinale mit 2:3 gegen Peter McGrail unterlegen war, gewann er bei den Europaspielen 2019 in Minsk die Goldmedaille im Leichtgewicht; er siegte dabei jeweils gegen Viliam Tankó, Tadej Černoga, Jurij Schestak, Karen Tonakanian und Gabil Mamedow. Im gleichen Jahr gewann er auch noch im Halbweltergewicht die Militär-Weltmeisterschaft der CISM in Wuhan.
Bei der europäischen Olympiaqualifikation, welche 2020 in London begann und 2021 in Paris fortgesetzt wurde, erreichte er mit Siegen gegen Nikolai Terterjan, Damian Durkacz und Gabil Mamedow das Finale im Leichtgewicht, wodurch er sich für die Olympischen Spiele in Tokio qualifizierte. Dort verlor er im Achtelfinale mit 2:3 gegen Wanderson de Oliveira. Im September 2021 gewann er im Halbweltergewicht erneut die Militär-Weltmeisterschaft der CISM in Moskau.
Insgesamt bestritt er rund 250 Amateurkämpfe.

## Profikarriere
Im Februar 2022 wechselte er in das Profilager und bestritt seine ersten sieben Kämpfe in Deutschland, ehe er sich im Juni 2024 dem kanadischen Eye of the Tiger Management (EOTTM) anschloss und nun in Montreal unter Samuel Décarie-Drolet trainiert.
Am 7. November 2024 schlug er den Argentinier Matias Rueda vorzeitig in der fünften Runde und gewann damit den Titel Continental Americas der WBC im Leichtgewicht. Im April 2025 gewann er eine Titelverteidigung gegen den Belgier Francesco Patera.